# Petalidium rautanenii
Petalidium rautanenii là một loài thực vật có hoa trong họ Ô rô. Loài này được Schinz miêu tả khoa học đầu tiên.